# Intel 4004
Intel 4004 je 4-bitni mikroprocesor razvijen u firmi Intel 1971. godine. Smatra se za prvi komercijalni mikroprocesor na jednom čipu.
Razvijen je za ugradnju u kalkulatore, ali je uskoro našao primenu u mnogim oblastima kao fleksibilna zamena za skupove jednostavnih logičkih kola. Ovo je otvorilo potpuno novo, do tada nepostojeće tržište mikroprocesora koje danas vredi desetine milijardi dolara. 
Intel 4004 je koristio 10 μm silicijumsku PMOS tehnologiju i mogao je da izvrši oko 92000 naredbi (instrukcija) u sekundi (jedna naredba svakih 11 μs).
Danas ovaj mikročip ima kolekcionarsku vrednost od oko 500 američkih dolara. 

## Istorija
Intel 4004 je izrađen u 16-pinskom pakovanju i ugledao je svetlo dana 15.11.1971. Ovo je ujedno i prvi mikroprocesor razvijen u Intelu, koji se do tada bavio isključivo proizvodnjom poluprovodničkih memorija. 
Grupa inžinjera iz japanske kompanije Busicom posetila je Intel 1969. godine sa ciljem da se razmotri razvoj 7 integrisanih kola neophodnih za realizaciju porodice stonih kalkulatora (“calculating machines”). Marcian “Ted” Hoff je pogledao originalnu Busicom-ovu arhitekturu i zakljuičio da je suviše komplikovana. Predložio je jednostavniju arhitekturu koja bi redukovala 7 Busikomovih čipova na samo 4: 
- Cenralna procesorska jedinica koja bi potencijalno mogla da bude integrisana u jedan čip,
- ROM čip,
- RAM čip i
- Ulazno/Izlazni čip.

Busikomovi inžinjeri (među njima i Masatoshi Shima, dizajner softvera i digitalnih kola) razmotrili su Hoff-ov predlog i usavojili ga u Oktobru 1969. Ovaj predlog arhitekture je morao da sačeka nekoliko meseci pre nego što je realizovan. Sam Hoff nije bio dizajner čipova i nije učestvovao u dizajniranju 4004. 
Rad na arhitekturi je započeo u Aprilu 1970. kada je Intel zaposlio Federika Fagina (Federico Faggin)– Fairchild-ovog dizajnera procesora i MOS kola, sa zadatkom da vodi MCS-4 projekt i projektovanje 4004 kola. Tokom 1968 godine u Fairchilde-u Federiko je pronašao originalnu silicijumsku ”gate” tehnologiju, prvu na svetu MOS (“self-aligned”) gate tehnologiju. Ti pronalasci su omogćili realizovanje poluprovodničkih memorija i mikroprocesora. Federiko je dizajnirao i prvo MOS integrisano kolo sa silicijumskom “gate” tehnologijom; proizvod poznat kao Fairchild 3708. On je takođe bio dobar poznavalac arhitekture računara, logike i dizajniranja digitalnih kola. To iskustvo je stekao u Olivetti-ju u Borgolombard-u, u Italiji gde je tokom 1961 vodio razvoj i učestvovao u dizajniranju malog elektronskog računara. Neposredno po prelasku u Intel, Faggin je otkrio novu metodologiju projektovanja logike sa slobodnim pristupom (“random logic”) sa silicijumskim gejtovima - tehnologija koja do tada nije postojala. Ova, kao i mnoge druge metode i inovacije u elektronskim kolima za koje je Federiko zasluzan, omogućile su integraciju 4004 u samo jedan čip. Ostali Faginovi pronalasci korišćeni prilikom dizajniranja 4004 uključuju metod za kreiranje direktnog kontakta između polikristalnog silicijuma i spoja (“junction”) što je omogucilo dva sloja uzajamnog povezivanja, pronalazak “bootstrap load-a” sa polikristalnim silicijumom, što je u to vreme smatrano neostvarljivom idejom, novi tip flip-flop kola korišćenog za statičke pomeracke (“shift”) registre i brojače; novo ”power-on” elekronsko kolo (US Patent 3,753,011) i veoma originalni nacrt kola. Intel 4004 se sastojao od 2300 tranzistora.
Masatoshi Shima iz kompanije Busicom, koji nije imao prethodnog iskustva u dizajniranju čipova pomagao je Faginu šest meseci na razvoju MCS-4 (4004). Kad se posle toga vratio u Japan, Masatoshi je razvio softver za Busicom-ov kalkulator, koji je predstavljao prvi proizvod nastao korišćenjem mikroprocesora.

## Tehničke specifikacije
- maksimalna brzina 740
- odvojeni memorijski i programski prostor, sa jednom zajedničkom multipleksiranom magistralom, da bi se smanjio broj pinova na kućištu
- 46 instrukcija
- 16 4-bitnih registara
- stek sa maksimum 3 nivoa podprograma

## Familija pratećih mikročipova
- 4001: 256B ROM sa jednim 4-bitnim I/O portom
- 4002: 40B RAM (80 četvorobitnih reči), sa jednim četvorobitnim izlaznim portom;
- 4003: desetobitni šift registar za skeniranje tastature, štampača, displeja i sl.
- 4008: osmobitno adresno prihvatno kolo za pristup standardnim memorijskim čipovima, i jedan ugrađeni četvorobitni I/O port
- 4009: konvertor za memorijske i I/O čipove

## Spoljašnje veze
- Intel 4004
- Intel 4004